# Docusato de potasio
El docusato de potasio, al igual que el docusato de sodio, pertenece a la clasificación de laxantes de agentes humectantes de las heces (tensoactivos) y emolientes y a la de los docusatos.
Los docusatos son agentes tensioactivos, humectantes y solubilizantes de uso múltiple utilizados en las industrias farmacéutica, cosmética y alimentaria. También se ha usado en laxantes y como cerumenolíticos (deshace el cerúmen del oído). Por lo general, se administra también como la sal de calcio o de sodio.

## Uso
El enema se emplea cuando se requiere reblandecer las heces y que sean expulsadas sin esfuerzo.